# Étrépagny
Étrépagny település Franciaországban, Eure megyében. Lakosainak száma 3677 fő (2022. január 1.). Étrépagny Bernouville, Bézu-Saint-Éloi, Chauvincourt-Provemont, Doudeauville-en-Vexin, Hacqueville, Heudicourt, Longchamps, Sainte-Marie-de-Vatimesnil és Le Thil községekkel határos.

## Népesség
A település népességének változása:
| Lakosok száma | 2637 | 3151 | 3671 | 3562 | 3904 | 3868 | 3764 | 3730 | 3703 | 3677 |
|               | 1968 | 1982 | 1990 | 2006 | 2013 | 2015 | 2017 | 2019 | 2020 | 2022 |